# 프란치스카 크누페
프란치스카 크누페(Franziska Knuppe, 1974년 12월 7일 ~ )는 독일의 모델, 배우이다.